# Belovitsa
Belovitsa (bulgariska: Беловица) är ett distrikt i Bulgarien.   Det ligger i kommunen Obsjtina Chisarja och regionen Plovdiv, i den centrala delen av landet, 100 kilometer öster om huvudstaden Sofia.
Trakten runt Belovitsa består till största delen av jordbruksmark. Runt Belovitsa är det ganska glesbefolkat, med 31 invånare per kvadratkilometer.